# Long Bennington
Long Bennington är en by och civil parish i South Kesteven, Lincolnshire, England. Orten har 1 843 invånare (2001). Den har en kyrka.